# Croix d'honneur pour les parents de combattants morts en Espagne
La croix d'honneur pour les parents de combattants morts en Espagne, (en allemand, Erhenkreuz für Hinterbliebene Deutscher Spanienkämpfer), est une décoration militaire allemande du Troisième Reich. Elle fut créée le 14 avril 1939.

## Attribution
Elle fut destinée aux parents des membres de la Légion Condor morts dans les conditions suivantes :
- Morts ou disparus au combat en Espagne.
- Morts des suites de leurs blessures ou de maladies directement liées à ces blessures.
- Morts dans un accident au cours de leur engagement en Espagne ou au Maroc.

Si le soldat était marié, la décoration était donnée à sa femme, à son fils ainé ou à sa fille. Dans le cas contraire, elle était décernée à son père, à sa mère, à son frère ou à sa sœur.
Lors de la mort de l'un des récipiendaires, la médaille était transmise à son successeur suivant cet ordre.
Il fut attribué environ trois cent quinze croix, toutes accompagnées d'un diplôme imprimé en lettres noires portant la signature autographe d'Adolf Hitler.

## Description
Cette croix est identique à croix d'Espagne (sans glaives) sauf qu'elle est plus petite. Elle est suspendue à l'aide d'un anneau à un ruban est noir avec de chaque côté cinq barres: Blanche, rouge, jaune, rouge, blanc, une combinaison des couleurs allemandes et Espagnoles.
Le revers est lisse avec le marquage du fabricant et un poinçon pour la matière.

## Port
Cette décoration se portait au-dessus de la poche gauche pour les hommes. Le port est moins réglementé pour les femmes.